# 李立三
李立三（1899年11月18日—1967年6月22日），原名李隆郅，男，湖南醴陵人，中华民国和中华人民共和国政治人物，中共建政前曾任中国共产党实际最高领导人、政治局常委兼秘书长。

## 生平

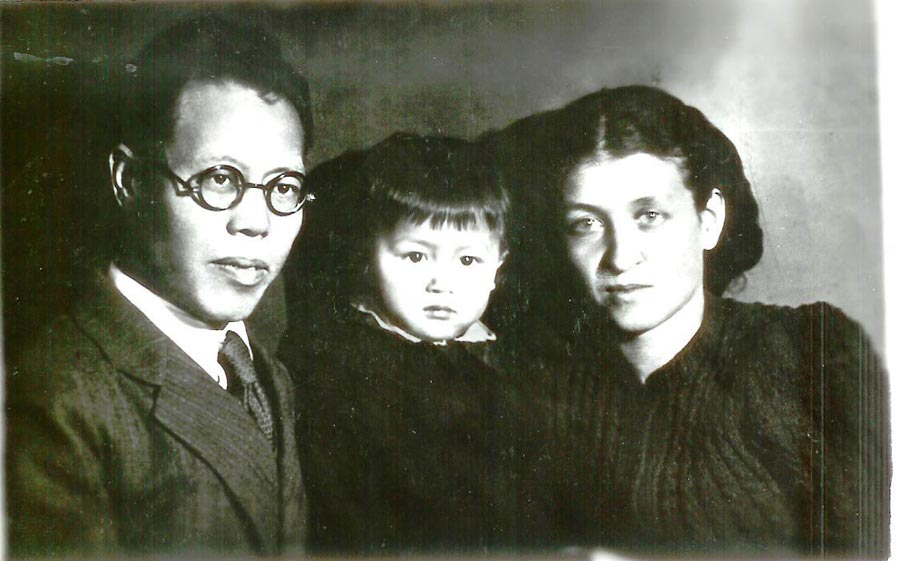
1946年回国前，李立三和妻子李莎及女儿李英男在苏联合影。

1899年，李立三出生在湖南省长沙府醴陵县，乳名李风生，小名狗妹仔。上私塾时，父亲李昌圭按照祠堂辈分给他取名李隆郅，毛泽东曾说他的名字难认难写，于是他在安源（今安源区）改名能至。1925年，李立三在上海市工作时，改名李诚。
1918年李立三在程潜的军队中担任师部文书时，曾经从事过破译密电码工作，懂得密电码的编制。
李立三于1919年赴法国勤工俭学，1921年回到中国后加入中国共产党。分别在武汉、上海和广州进行工人运动。其中1922年安源大罢工中任罢工总指挥；1923年任中共武汉区委书记；1924年任中共上海区委职工委员会书记；1925年五卅运动中再次任罢工总指挥，建议发起南昌起义，时任前敌委员会委员、革命委员会委员和政治保卫负责人。
从1927年起他任中共中央常委，1930年6月接替澤鴻成为中共中央秘书长，此时总书记向忠发是名义上的领导人。在他出任中央主要領導期間，推行「立三路線」（1945年中共六届七中全会《关于若干历史问题的决议》说他在1930年6月至9月犯了左倾路线错误）。
1930年10月初，李立三因“立三路线”离开党中央去莫斯科向共产国际作检查。1930年12月赴苏，1931年到苏联。李立三在共产国际检讨完“立三路线”后，被安排在共产国际列宁学校研究班学习。一年后，共产国际东方局决定指派李立三到赤色职工国际担任中华全国总工会代表，同时任中国共产党驻共产国际代表团成员、共产国际工人出版社中文部主任、《救国时报》主编。
1934年10月，共产国际中断了与中共上海中央局的电讯联络后，与中共代表团商量，立即派遣李立三前往中苏边境城市阿拉木图，在靠近中国边境的地方，建立一个秘密交通站，负责对国内来往人员的接待安排，了解国内红军的活动情况，恢复与国内的联络，包括电讯和信件的往来。李立三带领段子俊和一个搞无线电技术的波兰人赶到中苏边境城市阿拉木图。1934年冬，他先后派出两批人员，带上电台和由他自编的密电码，计划经新疆、甘肃赴陕北苏区，设法同红二十五军、红二十六军建立联系，进而寻找正在长征途中的中央红军。因遭敌人阻隔、路途遥远等原因都未能成功。李立三曾经提出，由他亲自去新疆，深入了解情况、布置工作的建议，可是没有得到共产国际的批准，未能成行。经共产国际与中共驻共产国际代表团批准，1935年春，李立三选派当时正在苏联学习军事的阎红彦回国，给中共中央送密电码。阎红彦在新疆设法越过边境，他化装成商人，经甘肃、宁夏、绥远等地。由于他不知道中央红军的确切地址，不得不转到北平，后又经汾阳到西安。在西安得知陕北红军的一些消息，于1935年12月25日到达安塞找到党中央。随后，李立三又派刘长胜带上密电码回国。刘长胜先是到达外蒙古，再转新疆入境。经过一年多时间，1936年春才抵达陕北找到党中央。李立三在阿拉木图期间，还先后派了吴诚等20多人回国。那些人都是从外蒙古入境的，杳无音讯。1935年6月，李立三被召回莫斯科参加中共代表团出席共产国际第七次代表大会，终止了在阿拉木图的特殊工作。
共产国际第七次代表大会结束前，共产国际与中共代表团决定再选派中华全国总工会驻赤色职工国际的代表林育英（在莫斯科已生活了三年，名叫李复之），这次回国临时化名张浩，装扮成商人，与密电员赵玉珍一起，带上由李立三自编的密电码，从蒙古入境，纵穿沙漠，于1935年11月初抵达陕西省的定边县，与当地的党组织取得联系，11月20日前后到达党中央所在地——陕北瓦窑堡。林育英先后会见了张闻天、邓发和毛泽东，在12月17日至25日召开的中共中央政治局扩大会议（历史上称之为瓦窑堡会议）上，向大家传达了共产国际第七次代表大会和中共《八一宣言》的精神。会议于12月23日通过了《军事战略问题的决议》，明确指出：“准备以六个月（2月至7月）完成与苏联的通讯联络。”（因为当时陕北没有大功率电台）共产国际与中共代表团在采取上述一系列措施后，仍然长期得不到中共中央的消息，他们分析认为，可能是由于中共中央没有大功率电台所致，于是又派出七人携带大功率电台回国。他们于1936年4月到达陕西安边，但被反动民团发现，结果，六人牺牲，一人被捕。1936年6月，上海的地下党组织把一台百瓦电台送到陕北，中共中央才在瓦窑堡用林育英带回的密电码本向莫斯科的中共代表团发出了第一封电报。
1935年秋，李立三被派到莫斯科的国际工人出版社担任中文部主任，负责翻译、出版中文版的马列著作和共产国际文件；不久又兼任在莫斯科组稿、编辑、和排版的《救国时报》的实际主编，并负责起草了该报许多社论和重要文章。《救国时报》排版制成纸型后寄到巴黎，由吴玉章等人负责印刷成报向中国国内发行。
1936年5月，李立三与李莎结婚。1938年2月，李立三被内务部的人带走，并被宣布开除党籍。1939年11月出狱。共产国际领导人曼努伊尔斯基安排他到国际工人出版社当了一名普通工作人员。
1945年当选为第七届中共中央委员。抗战胜利后，托来苏访问的郭沫若带信给中共中央，一面向苏共对外联络部提出申请，请求以党外知识分子的身份回去参加新中国的建设；这时他不知道中共七大竟然已将他选为中央委员。1946年回国，历任军调部东北三人小组成员（即中共首席代表）。1946年秋，担任了东北军区对外联络部部长，主要是负责同苏联的关系。后由于与之打交道的中长铁路苏方副局长迫害过李立三，双方产生矛盾，李立三调任东北局城市工作部部长。1948年任中共中央东北局职工运动委员会书记，中华全国总工会副主席、党组书记，中央人民防空委员会秘书长。1948年建立了一个俄文编译小组，当时就将中共中央的重要文献和毛泽东的许多重要著作译成俄文，不久就翻译出版了中国第一部俄文版的《毛泽东选集》。建国后就是在这个编译小组的基础上成立了中共中央编译局。1949年2月，李立三出席中共七届二中全会，以后根据中央指示随同中央机关到北平工作。9月，中国人民政治协商会议在北京召开，李立三当选为政协常委、中央人民政府委员、劳动部长兼政务院委员、中共中央工委书记等多种职务。参加10月1日的开国大典。
中华人民共和国建国后，历任中央人民政府委员、政务院政务委员、中央人民政府劳动部部长、中华人民共和国劳动部部长。实职是主持全国总工会和劳动部的工作。他主持制定了《中华人民共和国工会法》。因提出“工会代表工人，政府代表国家”的说法，强调“工会要保护工人阶级‘私’的利益”而受到批判和撤职。1951年12月，几次检查批判会，就定下了李立三犯了“工团主义”、“狭隘经济主义”等“极右”错误的调子，李立三为此被迫离开总工会；1954年9月第一次人民代表大会又被免去劳动部长职务还乡休假，1955年任中共中央书记处第三办公室副主任、中共中央工业交通工作部副部长。1960年任中共中央华北局书记处书记。是中共第四至八届中央委员，六届中央政治局委员，第三、四届全国政协常委。
1962年李立三直接给周恩来写信申诉，周建议让李莎转中国籍，1964年经周恩来批准成为正式中国公民。
“文化大革命”中，他因受刘少奇的牵涉受迫害，於1967年6月22日服安眠药自杀身亡。但安眠药的来源不明，验尸报告上死者身高同李立三不符，其死亡过程始终是悬案。同刘少奇一样，他的遗体被草草火化，骨灰盒上没有他的真实姓名，只有“服毒者李明”字样。他在给毛泽东的信中曾写道：“我现在走上了自杀叛党的道路，没有任何办法来辩护自己的罪行，只有这一点，就是我和我的全家没有做过任何里通外国的罪行，只有这一点请求中央切实调查和审查，并作出实事求是的结论。”
1980年3月20日中共中央宣布对他进行平反，并在北京中山公园的中山纪念堂为他举行了追悼会，追悼会由彭真主持，邓小平、胡耀邦等中央领导出席，王震代表中共中央致悼词，但追悼会上出现的骨灰盒里并没有李立三的骨灰，只是他生前用过的一副眼镜。这已是李立三的第四次追悼会，前三次“追悼会”分别发生在1922年安源大罢工、1925年五卅运动和1927年南昌起义时期，均是因为乌龙消息乃至恶意谣传。

## 著作
- 《劳动常识》上海大学教材1922-1927，邓中夏、李立三
- 《李立三赖若愚论工会》1987档案出版社
- 《李立三百年诞辰纪念集》，包含《李立三诗文选》，1999中共党史出版社

## 家庭
李立三的父亲李昌圭，字镜蓉，晚清秀才，为醴陵县渌江中学的教书先生。1927年后，武汉传李立三的父亲被一个乡农民协会当作土豪劣绅处决，后来证明系谣传，于1941年去世。
李立三一生结婚五次。
1918年，李立三遵父母之命娶妻林杏仙。不久，林杏仙生下了李立三的长子李人纪。然而，此时的林杏仙己患有严重的风瘫，在儿子出生不久便去世了。
1921年冬季，李立三从法国回来，和李一纯（原名李崇英）结婚，1924年生下儿子李人俊，1925年两人离婚。
1926年，李立三和李一纯的三妹李崇善（1903-1972）结婚，两人育有李竞、李力、谢志佩3个孩子。1931年，因李立三前往莫斯科学习，两人分离。
1932年，李立三担任中共驻共产国际代表团成员兼任中华全国总工会驻赤色职工国际代表，被派往苏联远东伯力，在华侨中间工作，这期间，他同李汉辅结合在一起。1933年李立三回莫斯科，李汉辅回国，两人分手，她在回国途中牺牲。
1936年，李立三與李莎（俄语：Елизавета Павловна Кишкина，1914年生）在莫斯科結婚。李莎是俄罗斯人，中共建政後入籍中國，亦曾任北京外国语大学教授，中国知名俄语教学专家，2013年7月8日於北京友誼醫院病房接受由法國政府頒發的榮譽軍團勛章（軍官勛位）。
李人纪是哈尔滨工业大学的教授。李人俊曾是一名海军，现在在湖南科研所工作。大女儿李竞，是南京军区总医院的护士长；二女儿李力，是北京钢铁研究院的教授级高级工程师；三女儿谢志佩，是上海同济大学的系主任；四女儿李英男，在北京外国语大学担任俄语学院院长；五女儿李雅兰在北京第二外国语学院教书。